# Jan Choinski
Jan Choinski (ur. 10 czerwca 1996 w Koblencji) – brytyjski tenisista reprezentujący do 2018 roku Niemcy.

## Życie prywatne
Matka Choinskiego urodziła się w Southampton; była baletnicą w Royal Ballet School w Londynie, a następnie przeniosła się do Niemiec. Jego ojciec, pełniący również funkcję trenera, pochodzi z Polski.

## Kariera tenisowa
W karierze zwyciężył w jednym singlowym turnieju cyklu ATP Challenger Tour. Ponadto wygrał jedenaście singlowych oraz trzy deblowe turnieje rangi ITF.
Choinski do 2018 roku reprezentował Niemcy, natomiast w 2019 został przedstawicielem Wielkiej Brytanii.
W 2023 roku zadebiutował w imprezie Wielkiego Szlema podczas rozgrywek gry pojedynczej na Wimbledonie. Startując z dziką kartą, wygrał w pierwszej rundzie z Dušanem Lajoviciem, natomiast w drugiej przegrał z Hubertem Hurkaczem 4:6, 4:6, 6:7(3).
W rankingu gry pojedynczej najwyżej był na 126. miejscu (21 sierpnia 2023), a w klasyfikacji gry podwójnej na 622. pozycji (7 stycznia 2019).

### Zwycięstwa w turniejach ATP Challenger Tour

#### Gra pojedyncza
| Końcowy wynik | Nr | Data                 | Turniej   | Nawierzchnia | Przeciwnik           | Wynik finału |
| ------------- | -- | -------------------- | --------- | ------------ | -------------------- | ------------ |
| Zwycięzca     | 1. | 10 października 2022 | Campinas  | Ceglana      | Juan Pablo Varillas  | 6:4, 6:4     |
| Zwycięzca     | 2. | 13 sierpnia 2023     | Meerbusch | Ceglana      | Camilo Ugo Carabelli | 6:4, 6:0     |